# Fédération Léo-Lagrange
Pour les articles homonymes, voir Lagrange.
 (octobre 2012).
Si vous disposez d'ouvrages ou d'articles de référence ou si vous connaissez des sites web de qualité traitant du thème abordé ici, merci de compléter l'article en donnant les références utiles à sa vérifiabilité et en les liant à la section « Notes et références ».
La Fédération Léo-Lagrange est une association d'éducation populaire et de loisirs à but non lucratif, reconnue d'utilité publique. Elle a été fondée en 1950 par Pierre Mauroy et ainsi nommée en hommage à Léo Lagrange, secrétaire d'Etat aux sports et aux loisirs du Front populaire. Acteur de l'économie sociale, elle intervient dans les champs de l'animation, de la formation professionnelle et accompagne les acteurs publics dans la mise en place de politiques éducatives, socioculturelles et d'insertion.    
La Fédération Léo-Lagrange est membre fondateur de l'Association nationale des conseils d’enfants et de jeunes (Anacej). En 1969, elle adhère à l'Union nationale des associations de tourisme et de plein air.

## Dates clés
(août 2015).

### Années 1950 et 1960
- 1950 : Fondation de la Fédération Léo Lagrange
- 8 janvier 1958 : Reconnaissance d’utilité publique

### Années 1970 et 1980
- 10 février 1978 : Agrément « Protection de l’environnement »
- 13 décembre 1987 : la Fédération Léo Lagrange, forte de 85000 adhérents dans 500 clubs ou associations, décide de faire de la lutte contre l'illettrisme sa priorité dans l'ensemble de la France[4]

### Années 1990
- 1er mars 1994 : Déclaration organisme prestataire de formation

### Années 2000
- 2 septembre 2004 : Agrément « Jeunesse Éducation populaire »
- 17 décembre 2004 : Agrément « Sport  » de l’association Union nationale sportive Léo-Lagrange (UNSLL)
- 2006 : Agrément « Consommation  » de l’Association Léo Lagrange pour la défense des consommateurs (ALLDC) (renouvellement)
- 23 juillet 2007 : Agrément « Association éducative complémentaire de l’enseignement public »
- 22 décembre 2008 : Habilitation BAFA-BAFD

### Années 2010
- 1er février 2011 : Immatriculation au registre des opérateurs de voyages et de séjours sous le numéro IM093110004
- 1er mars 2011  : Agrément au titre de l’engagement de Service civique

### Années 2020
En juillet 2024, durant l’entre-deux tours des élections législatives, la fédération nationale Léo Lagrange envoie un mail à toutes ses sections sur le territoire appelant à faire barrage au Rassemblement national.

## Organisation

### Présidents
La Fédération Léo-Lagrange est habituellement présidée par des personnalités du Parti socialiste.
- En 1987, Bernard Derosier est président[4].
- En 2000, Bruno Le Roux en devient président.
- À la suite de la nomination de Bruno Le Roux au ministère de l'Intérieur (décembre 2016),Yves Blein (membre de La République en marche depuis 2017)[6] est élu président.

### Secrétaires généraux
- 1950-1966 : Pierre Mauroy
- 1966-1977 : Antoine Blanca
- 1977-? : Jacques Guénée
- 1985-? : Geneviève Domenach-Chich[7]

[..]
- 2012-2020 : Yann Lasnier[Depuis quand ?]
- Depuis 2020 : Vincent Séguéla